# Casa Antoni Romaní Gubern
La Casa Antoni Romaní Gubern és una obra eclèctica de Capellades (Anoia) inclosa a l'Inventari del Patrimoni Arquitectònic de Catalunya.

## Descripció
Casa de tres pisos, amb balcons a tots ells, essent més petits les portes-balcons del tercer pis. Al primer pis presenta tres portes i una finestra. Els balcons i la cornisa (que presenta un lleuger desviament, adaptant-se a la forma del carrer) són sostinguts per mènsules que presenten palmetes a la part inferior i volutes a la superior. La casa és coberta a una vessant.